# 凯恩与林奇：死人
《凯恩与林奇：死人》是一款由IO Interactive和Eidos Interactive於Xbox 360、PlayStation 3和電腦PC 上推出的第三人稱射擊遊戲。在行動電話推出的版本是由Kiloo和Eidos Mobile 製作與發行。游戏于2007年11月起在全球陆续发售，并获得了比较一般的评价。续作《凯恩与林奇2：伏天》于2010年发售。

## 故事

### 背景
故事的主角亞當‧馬可斯別名凯恩，原本擁有美好的家庭，然而因兩歲的兒子趁他不注意時，把玩他的配槍，不幸擦槍走火，送醫不治。經過這件事之後，凯恩的妻子因兒子的死無法原諒凯恩，便帶著年幼的女兒珍妮離他而去；而凱恩自從女兒五歲後便再也未見過她一面。
就在兒子死亡的幾年後，凯恩成為了世界上最強大的傭兵組織七盟（The7）的成員之一。他隨著組織為了那些可觀的報酬便在世界各地許多險惡之地戰鬥，直到一次在委內瑞拉的任務中犯了嚴重的錯誤。那次特派行動的失敗導致委內瑞拉境內25名委內瑞拉人喪命。但凯恩卻存活了下來，並成為傭兵組織中唯一的倖存者；因此有謠言指出凯恩其實挾帶著大量的戰利品逃亡，但沒有任何證據能夠証明此事的真偽。隨後凯恩在返回美國時便遭到了逮捕，過往的犯罪紀錄他全數承認，惟獨與七盟相關的事情不肯透漏。不久後凯恩便被判處死刑，而那些傳聞中的贓物，依舊下落不明。
另一位主角詹姆士‧塞斯‧林奇，在還未入獄以前，娶有一妻名為安娜。林奇曾在底特律某家倉庫工作，他實際上是一位具有思覺失調症並需要藥物控制的精神病患；他並不記得妻子安娜被殺害那晚的事情，林奇依然宣稱自己為清白無辜，但所有證據皆指向為林奇犯案，最終還是判處死刑。
而現在，他們兩人正等待囚車；等待囚車將他們載往沒有未來的死囚牢房……。

### 劇情
遊戲剛開始的時候會有凯恩寫信給女兒珍妮的動畫與語音，內容為凯恩以一個父親身分對女兒的自白；凱恩說出過去十四年裡曾想寫信給女兒，他想為自己過去所犯的錯贖罪，他已不畏懼死亡，唯一剩下的遺憾就是過去未曾去了解自己的女兒，不能陪伴她成長。動畫的最後凯恩穿著死囚囚衣坐進囚車，等待人生的最後終點。
不過就在囚車行進途中，車內另一位死囚暗示了凯恩他們即將展開逃獄的行動，凯恩在來不及反應下，囚車翻覆了。凯恩便隨著那名死囚犯和神秘的武裝組織一同脫逃。隨後兩名死囚和神祕武裝組織來到一個廢棄的賣場建築裡，讓凯恩驚訝的事是七盟的幹部們竟然還存活著；他們分別是帶頭的首領老大哥（Elder Brother）、對凯恩最為敵視的副首領小老弟（Younger Brother）、凯恩之前在組織中最好的朋友卡洛斯（Carlos）、以及沉默的殺手繆特（Mute），而其餘的武裝份子皆是他們的傭兵手下。老大哥威脅凯恩必須交出他私藏的贓物，否則他的妻子與女兒將死於非命，凯恩被迫得接受他們的要求，而小老弟在臨走前告訴另一名死囚犯林奇車內有他和凯恩需要的東西；凯恩也明白林奇之所以會待在他身邊，是因為他是七盟留下來監視他的『看門狗』。
凯恩便帶著林奇一同到銀行找他們要的東西，凯恩甚至找了以前的犯罪夥伴來合作。原本以為就如計畫中順利的時候，凯恩卻發現東西少了一箱，就算炸掉整個金庫也未能找到，情況變的越來越危險，於是他和老夥伴一同趕往林奇看守的大廳，卻發現林奇發了瘋似的不斷叫囂並拿著霰彈槍轟殺人質，凯恩也終於知道林奇是一個精神病患而非正常人。之後，他們一路血戰到了地下鐵站，凯恩冷酷的要林奇拋下箱型車中昏迷的老夥伴和駕駛，之後他們便搭著地鐵順利脫逃。凯恩已經知道是誰拿走了另一份，於是便帶著林奇到了日本東京某家夜店。
他們見到了日本極道老大Retomoto的女兒Yoko，她同時也是夜店的老闆。凯恩的計畫便是綁架Yoko要脅Retomoto交出另一份。經過一番波折，他們來到了交易地點，就在凯恩跟Retomoto準備談好交易時，凯恩的耳機中卻傳出林奇對Yoko的叫囂聲接著便是一聲槍響；交易搞砸了！林奇解釋他只是試著讓Yoko安分一點而已。與七盟約定好的時間已到，凯恩無奈的告訴林奇去通知七盟，他要為自己的家人做最後的求情，林奇則事不關己模樣並告訴凯恩他已經和七盟做過協議，他只要做好他的工作就行。他倆來到了美國某工地中，而七盟並未如林奇所期望的一樣，他們只不過是在利用他而已。就這樣，凯恩親眼看見妻子被殺，為了保護女兒珍妮，他不惜跟七盟反目成仇，而林奇也不滿七盟的做法於是決定跟隨凯恩。
為了讓復仇力量更強大，凯恩決定找出跟他與七盟以往有恩怨的罪犯。凯恩與林奇一同劫獄，最後找到了瑞菲（Rific）、塔帕（Thapa）、雪萊（Shelly）這三名夥伴。這票死人眾（Dead Men）便飛往日本東京，凯恩決定先除掉Retomoto以免他對珍妮下毒手，他們成功的擊殺了Retomoto並順利的奪回另一份東西，血戰東京街頭之後，一行人便飛往哈瓦那，與革命軍一同合作攻擊七盟傭兵與古巴政府軍。他們殺進古巴國會議堂，找到了卡洛斯，從他口中得知兄弟檔（The Brothers）逃走了，於是凯恩要求卡洛斯帶路，林奇為此感到不悅，而塔帕則是選擇離開隊伍。
他們來到了委內瑞拉叢林深處。在一番廝殺之後，途中雖然失去卡洛斯，凯恩還是成功的復仇和救回女兒珍妮，並且準備逃離此險惡之地。但是耳機中頻頻傳出瑞菲與雪萊的求救聲，林奇勸凯恩別拋下他們一走了之。凯恩站在分歧的棧道口上，做出最終抉擇……。

## 遊戲操作
在闖關模式中玩家扮演的角色是凯恩。遊戲難度分別以三種鎮痛劑作代表：阿斯匹林（簡單）、可待因（一般）、嗎啡（困難）。玩家可以一同和林奇闖蕩16個關卡，在某些時候會有傭兵夥伴加入玩家陣容。而在雙人模式當中，二號玩家所扮演的角色是林奇，其操控玩法和凯恩相同，在某些場景林奇會因為精神病發作而將路人當作警察看待，這時玩家可以對路人施展近身攻擊，但在普通情況下，玩家所操控的林奇是不能用近身攻擊對付路人的。在武器預設裡，凯恩的武器為SIG SG 552突击步枪與標準手枪，而林奇則是持雷明登870（初期）和SPAS-12（後期）戰鬥霰彈槍與.480口徑左輪手槍；但這些武器都是能互相交換的。另外像是手榴弹、雷明登700P狙擊步槍、機槍、還有其餘槍枝都可以撿起來使用甚至與我方夥伴交換武器；只有狙擊步槍、HK69A1榴彈發射器、RPG-7V這三樣武器例外，前兩者與電腦交換後，電腦會自動切換成副武器，RPG-7V則是不能交換，都只能玩家自己使用。玩家可以隨時靠近牆壁作掩護並且還能使用盲射攻擊。在家用主機版本只要在行進中輕壓左類比搖桿便能短暫的衝刺（電腦版本則是預設空白鍵）。玩家除了使用槍械射擊外，能接近敵人使用近戰攻擊；近戰攻擊能一次擊倒一位敵人，凯恩與林奇的操作方式一樣，但兩人的近戰風格是全然不同的。當有傭兵夥伴加入我方後，玩家可以運用戰術指令，像是跟隨玩家、移動到玩家指定位置防守，以及攻擊玩家指定目標這三個指令。另外在雙人模式中，二號玩家也能運用戰術指令，並且玩家之間可以命令傭兵夥伴跟隨哪位玩家，讓其中一方的火力得以獲得支援。
玩家角色被敵人攻擊時畫面會漸漸變紅，全紅的時候，玩家角色倒地後，畫面變白並進入凯恩的回憶模式，玩家會聽見凯恩過往的談話片段，在雙人模下若是林奇倒地則可以聽見他的回憶內容。玩家進入倒地的情況下，在單人模式裡附近的電腦夥伴會幫玩家注射腎上腺素，玩家便可再次起身戰鬥，若玩家起身不久又再次被擊倒的話，再被注射腎上腺素便會因過量而死亡；不過這個限制在雙人模式裡則是取消的，但我方電腦不會幫玩家注射腎上腺素，所以兩名玩家要隨時注意對方情況。若是我方電腦夥伴被擊倒時，玩家必須幫他施打一針，否則該角色會陣亡，遊戲也會結束且要求重來，而電腦夥伴並不受注射過量設定影響。

### 脆弱同盟
脆弱同盟（Fragile Alliance）是遊戲中的線上多人遊戲模式。該模式提供了四張地圖：Hot Coffee、Late Night Opening、Withdrawal以及A Walk In The Park 。之後官方又在PlayStation Network和Xbox Live釋出四張免費地圖供玩家下載，PC版則沒有提供。玩家的目標便是在回合之中奪取最多金錢；而在一回合結束後，可用多得的金錢購買裝備增強火力以及配備防禦。在一同搶錢的過程當中，電腦所操縱的保全或是警察會阻擾玩家完成目標。就如標題所說的，玩家之間的同盟關係是可以隨時瓦解的，並隨時隨地反叛自己的盟友們；當玩家成功殺死盟友後，名字顏色會轉換成橘色表示玩家為叛徒。而被殺死的盟友則會轉換為警察或是保全，便可以展開復仇行動以及收取歹徒遺留的錢財。但在警察角色又被殺死的話，便直接在該回合出局。玩家在奪取完財物後，便有脫逃交通工具到達指定地點，玩家便可搭乘脫逃。若玩家們在該回合中全數都存活以及逃脫的話，將會平分奪到的錢財。
跟闖關模式不同的地方是，玩家不能使用衝刺功能。若玩家擔心自己的錢財過多，容易成為叛徒的目標的話，便可以丟下一些錢財給予盟友。

## 人物

### 死人眾（Dead Men）
本遊戲的副標 Dead Men其實正說明了凯恩與林奇的身分，也暗示遊戲中人物的境遇。在遊戲中，凯恩有一本小冊子記錄了許多對七盟—包含對他在內—有仇的罪犯名單，凯恩形容裡面的人就跟他一樣都是Dead Men，暗示他們都是不容於世的人們。由於該名冊已是三年前的記錄，所以原本凯恩想找的人當中少了兩位，分別是格萊姆雷（Grimley）和麥德森（Madsen）；根據瑞菲所說：他們兩人已經先行升天了。
凯恩（Kane）：
本名亞當‧馬可斯（Adam Marcus）別名凯恩（Kane），出生於1969年8月27日。身高180公分，其特徵是右眼有一道深長的刀疤。本作主角之一，遊戲故事是以他的觀點為主軸。凯恩是一位身經百戰的傭兵。常不與人有過多的交談，不過對於尊敬的人仍會給予一定禮貌與尊重。即使凯恩在一般大眾生活中保持著一貫的低調，但其名聲在傭兵界中早已響亮的傳開。他是一個老菸槍，而在當上傭兵之前，凯恩曾是一名業務顧問，所以他擁有強悍的談判技巧。他並不輕易的相信任何人，有著多疑的性格。遊戲中自嘲年紀已老，就連年紀較年長的林奇也用老頭（old man）這詞挖苦他。凯恩是個聰明人，但也非常的自我中心；在遊戲中，他只為家人生命而戰，盡其所能的利用身旁的人事物，為達目的不擇手段，是個極其冷血的傭兵。
林奇（Lynch）：
全名詹姆士‧塞斯‧林奇（James Seth Lynch），出生於1966年1月12日。身高185公分，其特徵是常帶著一附眼鏡，有著正不斷向後的髮線以及長髮披肩，擁有壯碩的體格。本作主角之一。林奇在一些高壓力情況下，容易發生暫時失去知覺以及精神病發作的情形，是一位需要藉藥物自我控制的人。他的脾氣不好並且容易發怒，常伴隨著喋喋不休的咒罵聲同時出現。林奇在被告知因殺妻之罪被判死刑之後接受了專訪，在訪談的過程中相當的平靜。他指出之所以認罪，全是因為在法庭之上配合律師的建議才這麼做的，實際上他是清白的。林奇表示自己是一個完美的丈夫，但從其罪刑來看並非完全如此，他的回答當中明確指出他給妻子的所有一切當中也包含了偶爾的暴力相向。林奇表現出思覺失調症所有共同特徵，被建議列為高度危險囚犯。林奇並不喜歡凯恩，他討厭自己像監護人般的跟隨在凯恩身旁；也因此他們彼此的關係是極其脆弱的。在他們一同冒險的過程中，林奇不滿凯恩給予他的任何指令，特別是在被任命為凯恩的看門狗之後。實際上，林奇在越獄之前就與七盟做出協議；只要凯恩一死，他便可以取代凯恩在七盟的位子。雖然在進行任務中，林奇的作風比起凯恩還要來的暴力與殘酷，但對於關心夥伴的處境卻比凯恩還要來的多。
瑞菲（Rific）：
瑞菲是凯恩在監獄中找到的第一個夥伴。他的特徵是光頭與身上的紋路刺青。從他與凯恩的對話內容可以發現，他曾與七盟有所過節，對凯恩的敵對意識並不強烈，他甚至認為凯恩會找他是想要取他的性命。會跟隨凯恩的原因除了自由以外，還有對七盟的報復與凯恩所承諾的報酬。而瑞菲見到林奇時，有提到林奇看起來很面熟，但林奇的回應則是未曾見過瑞菲一面。加入凯恩的隊伍之後，他們一同並肩作戰，雖然途中曾抱怨凯恩給的承諾遲遲不肯兌現，但依舊跟隨著隊伍前進。到故事最後，瑞菲和雪萊一同去支援其他人奪取機場的行動，卻因失敗而被困在山坡上的教堂，七盟的傭兵團利用優勢，將他們團團包圍住；瑞菲不斷用無線電向凯恩與林奇求救，祈禱能獲得救援，做最後的困獸之鬥。
塔帕（Thapa）：
塔帕為監獄中找到的第二個夥伴。他對凯恩不滿的態度最為強烈，甚至認為凯恩是毀了他整個人生的混蛋。但聽到凯恩不再為七盟做事以後，態度隨即軟化並加入的隊伍。塔帕在隊伍之中並不多話，與林奇也無任何互動。在經過長期的戰鬥之後，塔帕開始感到疲憊，他不斷向凯恩抱怨關於酬勞的事情，他甚至懷疑凯恩只是在利用他們。在古巴的國會議堂的戰鬥之後，眼見對七盟的復仇遲遲未能達成，塔帕不滿的情緒全部爆發出來，他不再相信凯恩並且認為凯恩只是個自私的人，塔帕決定要結束這無意義的戰鬥之旅。最後，他選擇離開了隊伍。
雪萊（Shelly）： 
雪萊是最後一位在監獄中找到的夥伴。雪萊是隊伍當中年紀最老的人，當他見到凯恩時，還祈求凯恩能原諒他以前所做的事情，在見到凯恩不計前嫌之後，便加入了隊伍。雪萊知道相關林奇的一些情報與背景，也說出他不想跟林奇共事的心聲，他甚至朝諷林奇為妻子殺手（Wife Killer）。雪萊與其他人一樣，都想要得到凯恩所承諾的報酬，也對凯恩發出不滿的聲音過。他和瑞菲一樣選擇繼續跟著隊伍戰鬥，直到最後他們被七盟傭兵困在教堂中，雪萊眼見凯恩遲遲未來救援，憤怒的在無線電中大罵凯恩的行徑猶如叛徒一般的令人不屑。

#### 其他傭兵與幫手
金庫破解者（Vaultbreaker）：
凯恩過去曾合作過搶銀行的的犯罪夥伴，是一位破解保全及金庫密碼的高手。凯恩利用他進行搶銀行的行動，以便奪出金庫中的贓物，好對七盟有所交代。而當他們兩人成功打開金庫後，金庫破解者發現凯恩利用他只想偷自己的東西，卻非大賺一筆時，感到非常的憤怒，並決定在完成這次行動後要與凯恩斷絕來往。最後，他們搭乘的接應車衝進地下鐵站中，金庫破解者與司機昏迷於車內，凯恩輕描淡寫的叫林奇拋下他們，而漏油的車子突然瞬間爆炸，他們成了凯恩的棄子。
車伕（Getaway Driver）：
在遊戲中共有三位車伕，共同的特色都是開著深色箱型車作接應，只聞其聲不見其人：第一位車伕是接應七盟傭兵與凯恩等人逃離警方火網，由於只和傭兵隊長通話，玩家聽不到其聲。第二位車伕則是凯恩等人在搶銀行後，準備逃走時的接應。一路上遭受不少的攻擊，最後決定將車開進地下鐵站，卻也因此命喪於該地。而第三位則是凯恩等人擊殺Retomoto後，準備接應他們，但是凯恩等人卻遭重重警力包圍，車伕告訴他們可以在巴士站後方碰面。在血戰街頭後，成功的在巴士站後方搭上接應車逃離。
Ryu 與Shinja：
Ryu與Shinja是凯恩綁架Yoko後出現的幫手。而Shinja是信徒的意思，並非正式的日本人名。Ryu會在第六章結尾動畫中敲暈林奇。
古巴革命軍（Cuban Revolutionary Armed Forces）：
凯恩等人在哈瓦那加入古巴革命軍的行列，革命軍皆穿綠衣綠帽的軍服，他們最後成功的攻入國會議堂結束了古巴內戰。
卡洛斯與凯恩的傭兵團：
卡洛斯加入凯恩的隊伍之後，帶領他們找出兄弟檔的基地，他找來了許多忠心的傭兵手下，這些人也同樣對凯恩效忠。在攻入大本營前，卡洛斯派遣他們去佔領兄弟檔私人機場，以免他們從那裡逃走。不過，七盟的火力依舊強過他們，終究難逃一死的命運。而凯恩與林奇在準備追殺小老弟時，有一位傭兵會駕駛武裝吉普車前來幫他們追擊，他向凯恩說出其他人正遭到攻擊急需救援的情況。最後在殺死小老弟時，若該傭兵未陣亡的話，在下一關依舊會消失不見。

### 家庭
家庭是一直深深影響凯恩與林奇人生的關鍵；是故事中凯恩唯一在乎的價值，也是林奇不解的夢魘。
凯恩之妻：
遊戲中並未提及她的名字。對於兩人的兒子羅伯特（Robert J. Marcus）之死的事件感到非常不諒解，於是帶著珍妮離開凯恩。在遊戲中不幸被繆特殺害。
珍妮（Jenny Marcus）：
凯恩的女兒，本作的女主角。珍妮自從五歲後就未曾見過父親凯恩一面。在遊戲中有提到從警方與七盟之間聽到有關於凯恩的事蹟後，又加上母親的慘死與十四年沒有父親陪伴的歲月，便對凯恩產生極高的恨意，甚至希望七盟能殺死凯恩。
安娜（Anna）：
林奇的妻子。據警方調查安娜是死於晚間，而林奇的說詞是當他要準備吃早餐時才發現安娜的情況，並且還報警呼救，他並不記得昨晚發生的任何事，因此他強烈懷疑安娜之死是他人所為；救護人員指出抵達宅邸時發現安娜的遺體就坐在餐桌旁，鄰居則向警方供稱在安娜喪命的那晚有聽見林奇夫婦有激烈的爭吵聲，在一陣激烈的碰撞聲之後，一切又歸於平靜之中。在遊戲中安娜的聲音有出現在林奇回憶的對話當中。

### 七盟（The7）
七盟為全世界最強大的傭兵組織。凯恩失去家人之後，便加入了組織，更在傭兵界之中成了名人。原本凯恩在委內瑞拉行動中是唯一的倖存者，然而凯恩作夢也沒想到竟然還有其他成員還活著，他們要求凯恩歸還不屬於他的東西；因此原本求死的凯恩再一次被七盟改變了命運，原因無他，只因七盟已威脅到家人們的性命。另外，凯恩手腕上的刺青便是七盟的標誌，在遊戲前期是在右手腕上，到了後期則變到左手腕。
兄弟檔（The Brothers）：
兄弟檔分別是老大哥(Elder Brother)與小老弟(Younger Brother)兩人的合稱。老大哥為倖存幹部中的首領，特徵是大把且濃密的鬍子與頭髮。年紀最年長的他甚至曾把凯恩當作兒子一般的對待，但是凯恩卻背叛了他的信任，老大哥只好利用凯恩家人的性命，威脅凯恩以三個禮拜為期限，把拿走的東西歸還給他們。小老弟則是副首領的姿態出現，他的臉上有明顯被燒傷的疤痕，對凯恩反骨的行為感到非常厭惡，若不是為了凯恩拿走的東西，他恨不得直接把凯恩給剁了。而為防凯恩不聽話，小老弟便交代林奇要監視好凯恩，並固定時間通報他們；小老弟與林奇協議好只要完成了任務，凯恩一死，林奇便可取而代之。這一切都不過是在小老弟的算計之中。
卡洛斯（Carlos）：
卡洛斯是凯恩待在七盟時最要好的朋友。起初對於凯恩背叛組織的行為也感到不諒解，甚至回絕凯恩任何的求助。不過在古巴之戰後，卡洛斯也因為被兄弟檔拋下感到非常的不滿，於是決定成為嚮導加入了凯恩的隊伍之中，卻也引來林奇的不認同感。最後在兄弟檔的基地設置陷阱時被抓，卡洛斯命喪於他們手中。
繆特（Mute）：
無聲無息的沉默殺手，在遊戲中僅一句台詞而已；在凯恩任務失敗後，充當劊子手以處決凯恩的妻子與女兒。
武裝傭兵隊長：
在遊戲一開始帶領傭兵隊劫囚的兩名隊長，未交代其名稱，可從衣著打扮辨別。其中打斷凯恩鼻樑的是主要發號施令的正隊長，他甚至稱凯恩為老前輩（Old-timer）有暗諷凯恩已老邁，其時代已經過去的意味；另一位副隊長其特徵是有戴眼鏡，而凯恩之後在復仇時，以為是打斷鼻樑的人是他。

### 極道（Yakuza，役座やくざ）
遊戲中所談到的Retomoto集團為日本最強大的極道組。
Retomoto：
Retomoto集團的首領，集團之名也由他的名字而來。從凯恩的說詞與反應來看，Retomoto與他是唯二知道贓物放在銀行的人，以及凯恩臉上的刀疤也和Retomoto有所淵源。而Retomoto並非日本人名，源自於IO Interactive另外分支出來開發多人遊戲的小組名稱。
Yoko：
Retomoto的女兒。為東京某家夜店的老闆，與凯恩過去似乎有所交情。凯恩為奪回另一份東西，只好綁架Yoko來跟Retomoto做交易，然而因為林奇的關係，計畫不但失敗，Yoko也不幸喪命。

## 製作發展
遊戲的配樂請來了過去為《杀手》系列和自由戰士作曲的Jesper Kyd ；另外也請來Peter Peter與Peter Kyed一同合作為遊戲譜曲。而在闖關模式中原本有線上合作模式的功能但在最後還是決定捨棄此功能並限定只有單機合作模式。而遊戲的焦點原本只圍繞在凯恩身上，林奇則只是個普通的配角而已；就在製作的過程當中，遊戲小組決定也要將林奇帶入整個故事當中。遊戲的藝術總監Martin Guldbaek提到為了創造出不同地點風景，製作團隊實際到了洛杉磯拍照取景；之後聯合概念圖創造出該區域地點的景色能符合角色的心境與氛圍。根據角色美術領導Anders Poulsen所說，他想要創造出「不相似於他人的角色」，而凯恩是他第一個設計的角色，但最終的造型與初期設計相當的不同。當林奇也帶入其中之後，也為凯恩這個角色添加了更多的生命力。

### 下載內容
官方在2008年4月17日發布了名為 麻醉袋（The Dope Bag）的下載內容，此下載內容提供於PS3與Xbox 360雙平台上，惟獨PC版沒有；其主要內容是新增了四張多人模式地圖：Clean Cut 、Hooker's Trail 、Flying High 以及 Hasta La Vista 。而Xbox 360版本則額外增加了250點的玩家積分，讓遊戲的總積分達到1250點。

### 行動電話版本
行動電話版本中，玩家主要操縱凯恩行動與射擊，另外可以切換成林奇在原地使用狙擊槍，互相掩護。隨著遊戲進行38個關卡並闖蕩五個不同的情境；如銀行或是夜店等情境。

### 電影
電影改編的版權是由獅門娛樂所有，並製作與拍攝。劇本由Kyle Ward撰寫，布魯斯·威利與傑米·福克斯分別飾演凯恩與林奇兩位主角。

### 漫畫
在2010年五月時，IO Interactive宣佈即將有凯恩與林奇漫畫版本出現，由DC漫畫其下部門野風漫畫公司發行，而故事將會交代兩位罪犯的過往。由Ian Edginton編劇與Chris Mitten作畫，封面設計則由Ben Templesmith作圖。

## 續作
由Eidos發布續作即將發售的消息，續作的名稱為《凯恩与林奇2：伏天》，並且將會於2010年8月中旬發售在PC、PS3 和 Xbox 360 三個平台上。游戏舞台转到了上海市。

## 外部連結
- Kane&Lynch 官方網站（页面存档备份，存于）
- Kane&Lynch 官方討論區（页面存档备份，存于）
- DC Comics- Kane & Lynch：Dead Men Walking（页面存档备份，存于）